# Zwinge
Zwinge là một đô thị thuộc huyện Eichsfeld nước Đức. Đô thị này có diện tích 5,17 km², dân số thời điểm 31 tháng 12 năm 2006 là 440 người.